# کانر رابرتس
کانر رابرتس (انگلیسی: Connor Roberts؛ زادهٔ ۲۳ سپتامبر ۱۹۹۵) بازیکن فوتبال اهل بریتانیا است.
از باشگاه‌هایی که در آن بازی کرده‌است می‌توان به باشگاه فوتبال سوانزی سیتی و باشگاه فوتبال یئوویل تاون اشاره کرد.
او همچنین در تیم‌های ملی فوتبال زیر ۲۱ سال ولز، و ولز بازی کرده‌است.